# ماهی (صورت فلکی)
صورت فلکی ماهی یا حوت (به انگلیسی: Pisces) از صور فلکی منطقةالبروج است که بعد از دلو و قبل از بره قرار دارد.
در این پیکر آسمانی ستارهٔ درخشانی دیده نمی‌شود.
این صورت فلکی در اوائل آبانماه در بهترین وضعیت رصدی قرار می‌گیرد. در نقشه‌ها به صورت دو ماهی ترسیم شده‌اند که با طنابی به هم متصل هستند. خورشید در زمان عبور از نقطه اعتدال بهاری یعنی شروع بهار در محدوده این صورت فلکی قرار می‌گیرد. پرنورترین ستاره این صورت فلکی رشاء نام دارد که در زبان عربی به معنای گره می‌باشد. این گره در طنابی که دو ماهی را دربرگرفته وجود دارد.
صورت فلکی حوت هیچ ستاره پرنور دیگری ندارد، به نحوی که بسیاری از ساکنان شهرهای بزرگ هیچ‌گاه این صورت‌فلکی را مشاهده نمی‌کنند. بابلیان باستان ستارگان این صورت‌فلکی را به صورت مادر و پسری نمایش می‌دادند، که خود را به شکل ماهی درآورده‌اند. یونانیان نیز داستان کاملاً مشابهی در این مورد دارند. «آفرودیت» (Aphrodite)، الهه عشق و پسرش «اروس» (eros) تحت تعقیب مردی به نام «تیتونوس» (tithonos) بودند، که سرنوشت عجیبی داشت: او هر چند که فناناپذیر بود، ولی مانند انسان‌های معمولی پیر می‌شد. «تیتونوس»، که رومیان او را به صورت غول نفرت آوری مجسم می‌کردند، در پی آفرودیت – که رومیان او را «ونوس» می‌نامیدند – و پسر کوچکش بود.
پیش از آن که تیتونوس بتواند به آن‌ها برسد، مادر و پسر به دریا پریدند و خود را به شکل دو ماهی درآوردند. پس از آن این ماهی‌ها از سوی خدایان به آسمان انتقال یافتند و به وسیله نوار پهنی با یکدیگر مرتبط شدند. این طریقه ارتباطی به عنوان نمود و نشانی از عشق مادری به‌شمار می‌آید.
صورت‌فلکی حوت برای مسیحیان پیشین نیز اهمیت ویژه‌ای داشت. دوران مسیحیت حدود ۲۰۰۰ سال قبل آغاز گردید، یعنی زمانی که نقطه اعتدال بهاری از برج حمل به برج حوت انتقال یافت. عیسی مسیح (ع)، در دوران ابتدایی مسیحیت با این صورت فلکی ارتباط داده می‌شد.

## ستارگان با نام خاص
| بایر | نام         | زبان      | معنا          |
| ---- | ----------- | --------- | ------------- |
| ά    | الریشا      | عربی      | ریسمان        |
| β    | سمک         | عربی      | ماهی          |
| δ    | Linteum     | لاتین     | خط            |
| ό    | Torcular    | لاتین     | لوله شکل‌دار   |
| έ    | کهت         | فارسی     | مربوط به نجوم |
| ή    | Kullat Nunu | زبان اکدی | ماهی          |
| ζ    | Revati      | هندی      | ثرومتند       |

- - به علاوه ستاره Van Maanen نیز در این صورت فلکی قرار دارد.